# Толстокожие червяги
Толстоко́жие червя́ги (лат. Dermophis) — род безногих земноводных из семейства Dermophiidae, обитающих в Новом Свете.

## Описание
Общая длина представителей этого рода колеблется от 21 до 60 см. По строению являются типичными представителями своего семейства. От других родов отличаются своими большими размерами.

## Образ жизни
Населяют тропические леса, встречаются повсеместно до морского или океанского побережья, исключая сухие местности. Ведут преимущественно подземный образ жизни. Питаются наземными беспозвоночными, а также ящерицами и мышами.

## Размножение
Это живородящие животные. Самки рождают до 20 детёнышей.

## Распространение
Обитают от Мексики до северной Колумбии.

## Классификация
На октябрь 2018 года в род включают 7 видов:
- Dermophis costaricense Taylor, 1955
- Dermophis glandulosus Taylor, 1955
- Dermophis gracilior Günther, 1902
- Dermophis mexicanus (Duméril & Bibron, 1841) — Кожистая червяга
- Dermophis oaxacae (Mertens, 1930) — Тихоокеанская червяга
- Dermophis occidentalis Taylor, 1955
- Dermophis parviceps (Dunn, 1924) — Малоголовая червяга